# Władysław Żeleński

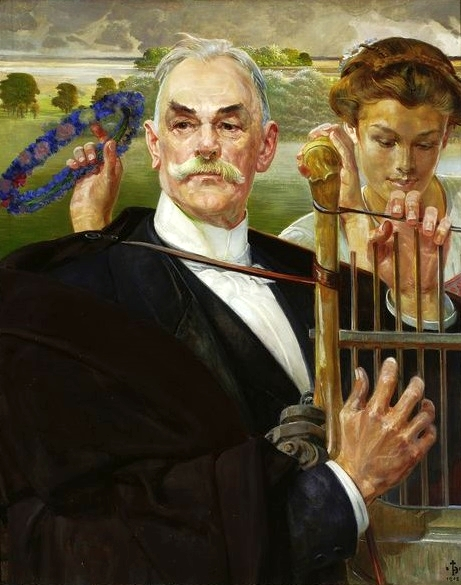
Portret Władysława Żeleńskiego pędzla Jacka Malczewskiego

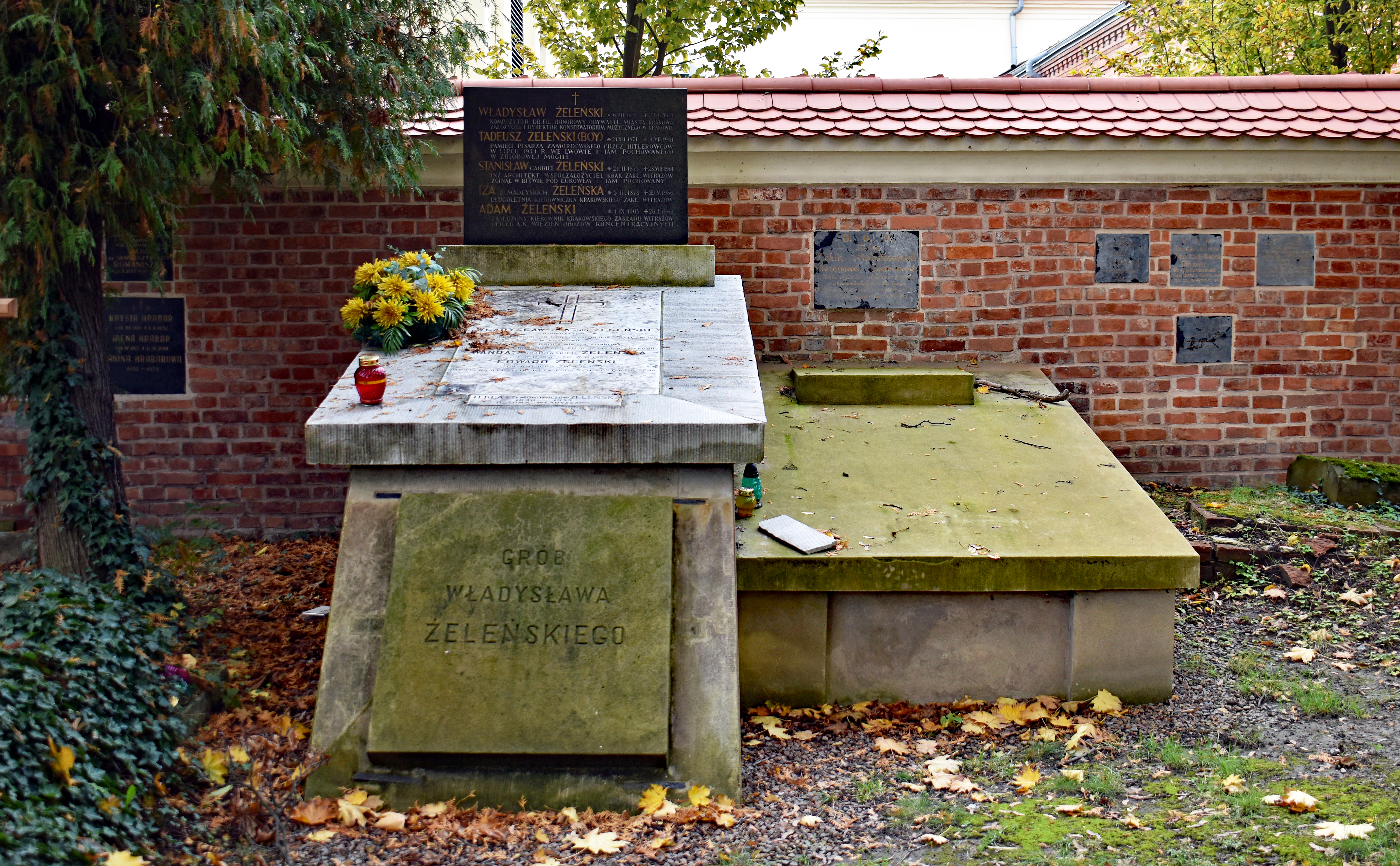
Cmentarz Rakowicki
Grób Władysława Żeleńskiego

Władysław Marcjan Mikołaj Żeleński (ur. 6 lipca 1837 w Grodkowicach, zm. 23 stycznia 1921 w Krakowie)  – polski kompozytor, pedagog, organizator życia muzycznego.

## Życiorys
Wywodził się z rodu Żeleńskich herbu Ciołek, osiadłych pod Krakowem, m.in. w Grodkowicach. Jego ojciec, Marcjan Żeleński (1804–1846), był wybitnie uzdolnionym pianistą amatorem, próbującym swoich sił w kompozycji; brał udział w powstaniu listopadowym w randze kapitana; w 1833 poślubił Kamilę Russocką, matkę kompozytora. Władysław był drugim z pięciorga dzieci. 23 lutego 1846 w trakcie tzw. rzezi galicyjskiej dwór w Grodkowicach został napadnięty przez uzbrojonych chłopów, Marcjan Żeleński zginął, a jego żona z dziećmi wkrótce przeniosła się do Krakowa.
W latach 1850–1857 Władysław Żeleński uczęszczał do krakowskiego Gimnazjum św. Anny (Kolegium Nowodworskiego), ucząc się równocześnie gry na fortepianie u Kazimierza Wojciechowskiego, a od 1854 u Jana Germasza. W zakresie kompozycji kształcił się u Franciszka Mireckiego. W wieku 20 lat Żeleński miał już w swoim dorobku kompozytorskim dwa kwartety smyczkowe, trio fortepianowe oraz Uwerturę na orkiestrę, której prawykonaniem osobiście dyrygował na koncercie 29 lipca 1857 w Krakowie.
W 1857, na życzenie matki, rozpoczął studia na wydziale filozoficznym Uniwersytetu Jagiellońskiego, które kontynuował na Uniwersytecie Karola w Pradze, uzyskując w 1862 tytuł doktora.
W Pradze podjął też dalsze studia muzyczne, gdzie od 1859 kształcił się w zakresie gry fortepianowej u Alexandra Dreyschocka. Wkrótce porzucił jednak myśl o karierze pianistycznej, koncentrując się na studiach kontrapunktu i gry organowej pod kierunkiem Josefa Krejčiego. Nie jest pewne czy był formalnie studentem tzw. Praskiej Szkoły Organowej, której Krejči był dyrektorem, czy raczej został jego prywatnym uczniem.
Z końcem 1866 rozpoczął studia kompozytorskie w Konserwatorium Paryskim u Napoléona-Henriego Rebera, pracując równocześnie nad swoją nigdy nieukończoną operą Dziwożona. W latach 1868–1870 prywatnie uzupełniał studia kompozytorskie u Bertolda Damckego. Z tego okresu pochodzi symfoniczny obraz charakterystyczny W Tatrach.
W 1870 Żeleński powrócił do kraju. Początkowo działał w Krakowie, gdzie 30 stycznia 1871 odbył się jego koncert kompozytorski. Następnie przeniósł się do Warszawy, gdzie po śmierci Stanisława Moniuszki objął klasę harmonii i kontrapunktu w Konserwatorium Warszawskim. W 1878 został dyrektorem artystycznym Warszawskiego Towarzystwa Muzycznego. W 1881 powrócił na stałe do Krakowa. Z jego inicjatywy zostało powołane Konserwatorium Krakowskie, w którym aż do śmierci w 1921 pełnił funkcję dyrektora. W konserwatorium prowadził także klasę organów i wykładał przedmioty teoretyczne. Jednym z jego uczniów był pianista i kompozytor Zygmunt Stojowski. Był autorem podręczników „Nauka harmonii i pierwszych zasad kompozycji” (wraz z Gustawem Roguskim – 1877) oraz „Nauka elementarna zasad muzyki” (1897).
Został pochowany na cmentarzu Rakowickim w Krakowie, w grobowcu rodzinnym (kw. Ka).

## Rodzina
W 1872 poślubił Wandę Grabowską (1841–1904), z którą miał trzech synów: Stanisława Żeleńskiego – architekta, który został założycielem pierwszej na ziemiach polskich pracowni witraży w Krakowie (zginął w 1914 roku w bitwie pod Łukownem), Tadeusza Boya-Żeleńskiego – tłumacza, satyryka, pisarza, lekarza z zawodu oraz Edwarda Żeleńskiego – urzędnika bankowego, który współdziałał z kabaretem „Zielony Balonik”(zmarł śmiercią samobójczą w 1910 roku. W latach 1881– 1902 rodzina Żeleńskich mieszkała przy ulicy św. Sebastiana 10 (obecnie to nr 12) w Krakowie. Nowe miejsce zamieszkania Żeleńskich to ulica Wenecja 1. Po śmierci pierwszej żony, ożenił się w 1907 z Teklą Symonowicz (1838–1935).

## Odznaczenie
- Kawaler Orderu Franciszka Józefa – Austro-Węgry (1898)[16]

## Twórczość
Żeleński był jednym z głównych przedstawicieli neoromantyzmu w muzyce polskiej, najwybitniejszym po Stanisławie Moniuszce twórcą oper i pieśni . Komponował też utwory instrumentalne – orkiestrowe, kameralne, na instrumenty solowe i z towarzyszeniem orkiestry .
Na jego estetykę twórczą największy wpływ miała muzyka Mendelssohna i Schumanna, później także Moniuszki i Smetany. Spośród kompozytorów dramatu operowego najwyżej cenił Glucka. Znikome są natomiast związki jego muzyki z twórczością Chopina, co wynikało z obawy przed zbytnim poddaniem się jego wpływom. Od lat 80. ideałem stała się dlań muzyka Brahmsa, podziwiał dzieła Dvořáka i Czajkowskiego, chwalił dramat muzyczny Wagnera za ścisłość zespolenia muzyki z tekstem. Jednym ze źródeł artystycznej inspiracji była dla Żeleńskiego muzyka ludowa, po którą sięgał w poczuciu patriotycznego obowiązku.
Skomponował m.in. 4 opery (Konrad Wallenrod, Goplana, Janek, Stara Baśń), utwory orkiestrowe (2 uwertury: W Tatrach i Echa leśne, 2 symfonie), Koncert fortepianowy Es-dur, Romans na wiolonczelę i orkiestrę, utwory kameralne (sekstet smyczkowy, 4 kwartety smyczkowe, kwartet fortepianowy, 2 tria fortepianowe), utwory na skrzypce i fortepian, utwory fortepianowe (w tym 2 sonaty i liczne miniatury), preludia na organy, a także liczne pieśni na głos i fortepian, inspirowane twórczością polskich poetów, m.in. Mickiewicza, Asnyka, Krasińskiego, Lenartowicza, Przerwy-Tetmajera . Skomponował też 8 pieśni do słów zaprzyjaźnionej z rodziną Żeleńskich Narcyzy Żmichowskiej, zebranych we wspólnym wydaniu Pieśni Gabryelli (Warszawa, 1897).
Twórczość Żeleńskiego została w dużym stopniu zapomniana. Większość wydań jego dzieł jest dziś trudno dostępna – wiele utworów zaginęło, a współczesne wznowienia tych zachowanych są rzadkością . W polskim repertuarze koncertowym od blisko 80 lat muzykę Żeleńskiego reprezentuje jedynie uwertura W Tatrach, kilkanaście pieśni i Kwartet fortepianowy op. 61 oraz arie z oper Goplana i Janek. Za życia kompozytora jego utwory, choć cieszyły się dużym uznaniem i odnosiły sukcesy, to swoim oddziaływaniem nie wykroczyły nigdy szerzej poza granice ziem polskich, a po 1900 zostały uznane za konserwatywne i przyćmione przez kompozytorów Młodej Polski.

## Upamiętnienie
- W 1913, w 75. rocznicę swoich urodzin, otrzymał honorowe obywatelstwo miasta Krakowa[15][22];
- W Krakowie na elewacji kamienicy przy ulicy Wenecji 1, gdzie kompozytor mieszkał ostatnich 20 lat swego życia, wmurowana jest tablica pamiątkowa poświęcona Żeleńskiemu[13];
- Tablica pamiątkowa z 1938 roku upamiętniająca artystę znajduje się na fasadzie Starego Teatru w Krakowie, ul. Jagiellońska 5[13]. Autorem reliefu portretowego jest Karol Hukan[23];
- Państwowa Szkoła Muzyczna II stopnia (ul. Basztowa 9) nosi imię Władysława Żeleńskiego[24];
- Na elewacji pałacu w Grodkowicach, gdzie urodził się kompozytor znajduje się  tablica pamiątkowa  (ufundowana w 1977 roku, w 160 rocznicę urodzin Władysława Żeleńskiego)[13][25].
- W Grodkowicach, od 2016 roku działa Fundacja im. Władysława Żeleńskiego, której celem jest popularyzacja i promocja twórczości kompozytora[12][26].